# Mika Häkkinen
Mika Pauli Häkkinen (kiejtése ['mika 'pauli 'hækkinen] – lásd fonetikai ábécé – magyarosan: [mika pauli hekkinën]) (Vantaa, 1968. szeptember 28. –) finn autóversenyző, kétszeres Formula–1-es világbajnok. 1998-ban az év finn sportolója

## Pályafutása

### A Formula–1 előtt
Häkkinen egy kétgyermekes finn házaspár második gyermekeként látta meg a napvilágot (nővére: Nina). Édesanyja Aila titkárnőként, édesapja Harri elektroműszerészként, mellékállásban pedig taxisofőrként dolgozott. Mika ötéves korában kezdett el gokartozni, gyermekkorában regionális és nemzeti bajnokságokat nyert. Első jegyzett sikerét 10 éves korában érte el: 1978-ban megnyerte a keimolai gokart klub junior bajnoki címét, majd 1979-ben ezt megismételte.
1981-ben finn gokart bajnok lett az F-minisorozatban. 1983-ban Németországba utazik a finn válogatottal az Európa-bajnokságra, ahol egy nevezési hiba miatt csak csapatban indulhatnak el a finn pilóták. Ezt a versenyszámot a finnek megnyerték. Ezen a versenyen találkozott egymással először Mika Häkkinen és Michael Schumacher, de ekkor még nem versenyeztek egymás ellen. Az első megmérettetésükre egy évvel később Lavalban került sor a junior világbajnokságon, ahol két futamban léptek egymás ellen pályára: első csatájukat Schumacher nyerte, a másodikat Häkkinen.
Häkkinen 1987-ben kezdett forma-autókkal versenyezni, először különböző skandináv Forma-Ford 1600-as bajnokságokban. Rögtön első évében megnyerte a finn, a svéd és az északi bajnokságot. 1988-tól a brit Forma–Opel–Lotus sorozatban folytatta pályafutását a Dragon Racing Team színeiben. Csapattársa a skót Allan McNish volt. Az istálló a brit- és az Európa-bajnokságban párhuzamosan indult. A brit bajnokságot McNish nyerte, Häkkinen második lett, az Európa-bajnokságon azonban Häkkinen diadalmaskodott McNish előtt. Ebben az esztendőben lett Häkkinen menedzsere az 1982-es Formula–1-es világbajnok, Keke Rosberg.
1989-ben a Dragon Racing egy osztállyal feljebb lépett a brit Formula–3-ba, s Häkkinen is velük tartott. A finn versenyző első Forma-3-as szezonjában a hetedik helyen végzett a brit bajnokságban, a különböző Forma–3-as bajnokságok legjobbjainak találkozóján, a Makaói Világkupán pedig a 15. helyen kvalifikálta magát.
1990-ben Häkkinen egy jobb csapathoz szerződött – ahhoz a West Surrey Racing Teamhez, amely annak idején Ayrton Senna pályafutását is egyengette a Forma-3-ban. Mika új csapattársa, az ír Eddie Irvine lett. A Ralt kasztnival és Honda motorral szerelt autóban Häkkinen megnyerte a brit Forma–3-as bajnokságot, majd részt vett néhány olasz, francia és német Forma–3-as futamon is és mindegyiket megnyerte. A német bajnokság hockenheimi futamán Michael Schumachert utasította maga mögé.
Häkkinen és Schumacher ezt követően ismét összemérhette tudását a Makaói Világkupán. Häkkinen pole-pozíciót szerzett és megnyerte az első futamot, a másodikban azonban megelőzte őt Schumacher. Mika autója érezhetően gyorsabb volt, így a finn próbált visszatámadni és ismét az élre állni. Az utolsó körben történt a mindent eldöntő manőver. Häkkinen kivágott Schumacher szélárnyékából, hogy előzzön, ám a német pilóta védte magát és szintén kissé jobbra húzta autóját. Häkkinen hátulról belecsapódott vetélytársa WTS-Volkswagenjébe és kiesett. Schumacher letört hátsó terelőszárnnyal ugyan, de tovább tudott menni és megnyerte a Világkupát.
Néhány héttel később Häkkinen részt vett néhány Forma–3000-es teszten az ORECA csapattal, ám végül sosem versenyzett a sorozatban, ugyanis menedzsere, a még mindig jó Formula–1-es kapcsolatokkal rendelkező Keke Rosberg elintézte számára, hogy az 1991-es szezont már a Formula–1-ben kezdhesse meg, a Lotus csapat versenyzőjeként.

### A Formula–1-ben

#### Lotus

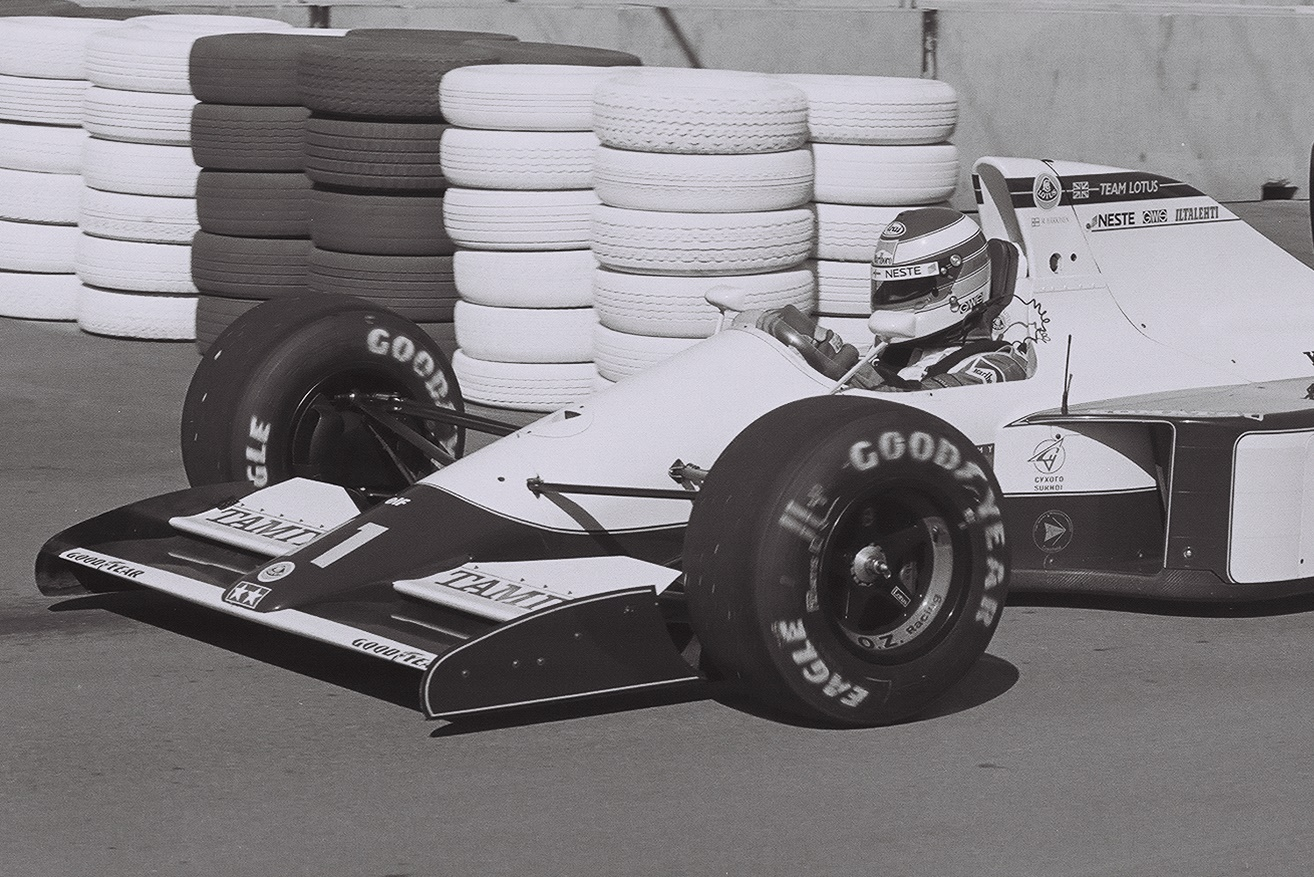
Häkkinen az 1991-es amerikai nagydíjon

A Lotus egykoron nagy nevű, de ekkor már leszállóágban lévő istálló volt. A Judd-motorral hajtott géppel Häkkinen debütáló évében 2 pontot szerzett (Imola – 5. hely) és a világbajnokság 15. helyén végzett. Három csapattárs váltotta egymást az oldalán: Julian Bailey, Johnny Herbert és Michael Bartels.
1992-ben a Lotus Ford motort kapott és ez javított valamit a helyzetükön. Mika 11 pontot szerzett és a világbajnokság 8. helyén végzett, csapattársa Herbert 2 ponttal 14. lett. Häkkinen legjobb helyezése két negyedik hely volt Franciaországban és Magyarországon.

#### McLaren
1993-ban Häkkinen a McLaren-Fordhoz szerződött, mint tesztpilóta. A csapat két versenypilótája Ayrton Senna és Michael Andretti volt. Andretti nagyon sok autót összetört, így a csapatfőnök, Ron Dennis az utolsó három futamra Häkkinent ültette be a helyére a versenyzői ülésbe. Häkkinen első McLarennel futott időmérő edzésén, Estorilban megverte csapattársát, Sennát, a következő futamon, Suzukában pedig már felállhatott a dobogó harmadik fokára is Senna és Alain Prost mögött.
1994-ben Senna a Williams–Renault-hoz szerződött, így Häkkinen csapattársa a brit Martin Brundle lett. A McLaren motort is váltott: a Fordot a Peugeot követte. Mika amikor célba ért, mindig dobogóra állhatott és 26 pontjával negyedik lett a világbajnokságban (csapattársa 10 ponttal kevesebbel a hetedik). A legjobb helyezését a belga nagydíjon érte el, ahol Schumacher élről való diszkvalifikálása után a második helyen végzett. Egy futammal előtte, Magyarországon viszont nem állhatott rajthoz, mert Hockenheimban tömegbalesetet okozott, ezért egy futamtól eltiltották. (Ekkor a csapat francia tesztpilótája, Phillipe Alliot helyettesítette.)

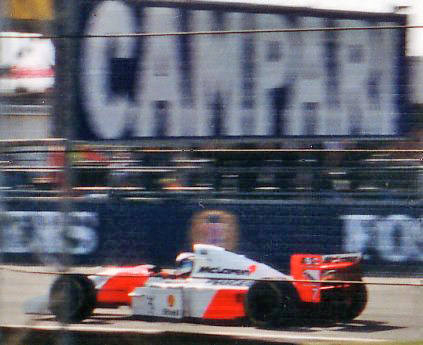
Häkkinen 1994-ben

A McLaren 1995-től Mercedes motort használt. Häkkinen ismét új csapattársat kapott Mark Blundell személyében. A finn pilóta legjobb eredménye ebben a szezonban két második helyezés volt (Olaszország, Japán), a világbajnoki pontversenyben pedig 17 ponttal a hetedik helyen végzett. A szezon utolsó versenyén, az ausztráliai Adelaide-ben az időmérő edzésen Häkkinen autóját az egyik kanyarban megdobta a rázókõ defektet okozva. A McLaren 250 km/h-s sebességgel csapódott a közeli korlátba, Häkkinen pedig súlyos, életveszélyes koponyasérüléseket szenvedett, melynek következtében egy napig kómában volt. A finn versenyző öt hétig volt kórházban, de a téli szünet során úgy döntött, hogy a történtek ellenére folytatja a versenyzést.
Az 1996-os szezon kezdetére Häkkinen teljesen rendbe jött. Csapattársa most már a skót David Coulthard volt. A szezon során Mika sokszor célba ért és szorgalmasan gyűjtögetve a pontokat végül az ötödik lett a VB-pontversenyben 31 ponttal. A finn pilótának ebben a szezonban a harmadik hely volt a legjobb helyezése (négy alkalommal).
1997-ben Häkkinen szerzett egy pole-pozíciót (Nürburgring) és nyert egy versenyt (Jerez) Első futamgyőzelmére 97 versenyt kellett várnia. Összesen 27 ponttal a világbajnoki pontverseny hatodik helyén végzett.
1998-ban a McLaren leszerződtette az elmúlt évek sikermérnökét, Adrian Newey-t és a McLaren egyszerre a világbajnoki címre legesélyesebb csapattá vált. Häkkinen élt is az eséllyel: a szezon során nyolc futamot nyert meg (Melbourne, Interlagos, Barcelona, Monaco, Zeltweg, Hockenheim, Nürburgring, Suzuka) és végül kereken 100 ponttal szerezte meg első világbajnoki címét. Legnagyobb riválisa, Michael Schumacher (Ferrari) 86 pontot szerzett és hat versenyt nyert.
1999-ben folytatódott a Häkkinen-Schumacher párharc, ám csak a brit nagydíjig, amelyen Schumacher balesetet szenvedett és eltört a lába. Emiatt a németnek hat versenyt ki kellett hagynia, így Häkkinen legnagyobb ellenfele Schumacher csapattársa, Eddie Irvine lett. A szezon során a McLaren és Häkkinen is elkövetett hibákat (Mika vezető pozícióból versenyzői hiba miatt esett ki Imolában és Monzában is), ami meglehetősen szorossá tette a pontversenyt közte és Irvine között. Häkkinen azonban végül minden nehézségen felülemelkedett és a szezon utolsó versenyén Suzukában győzelemmel biztosította be második világbajnoki címét.

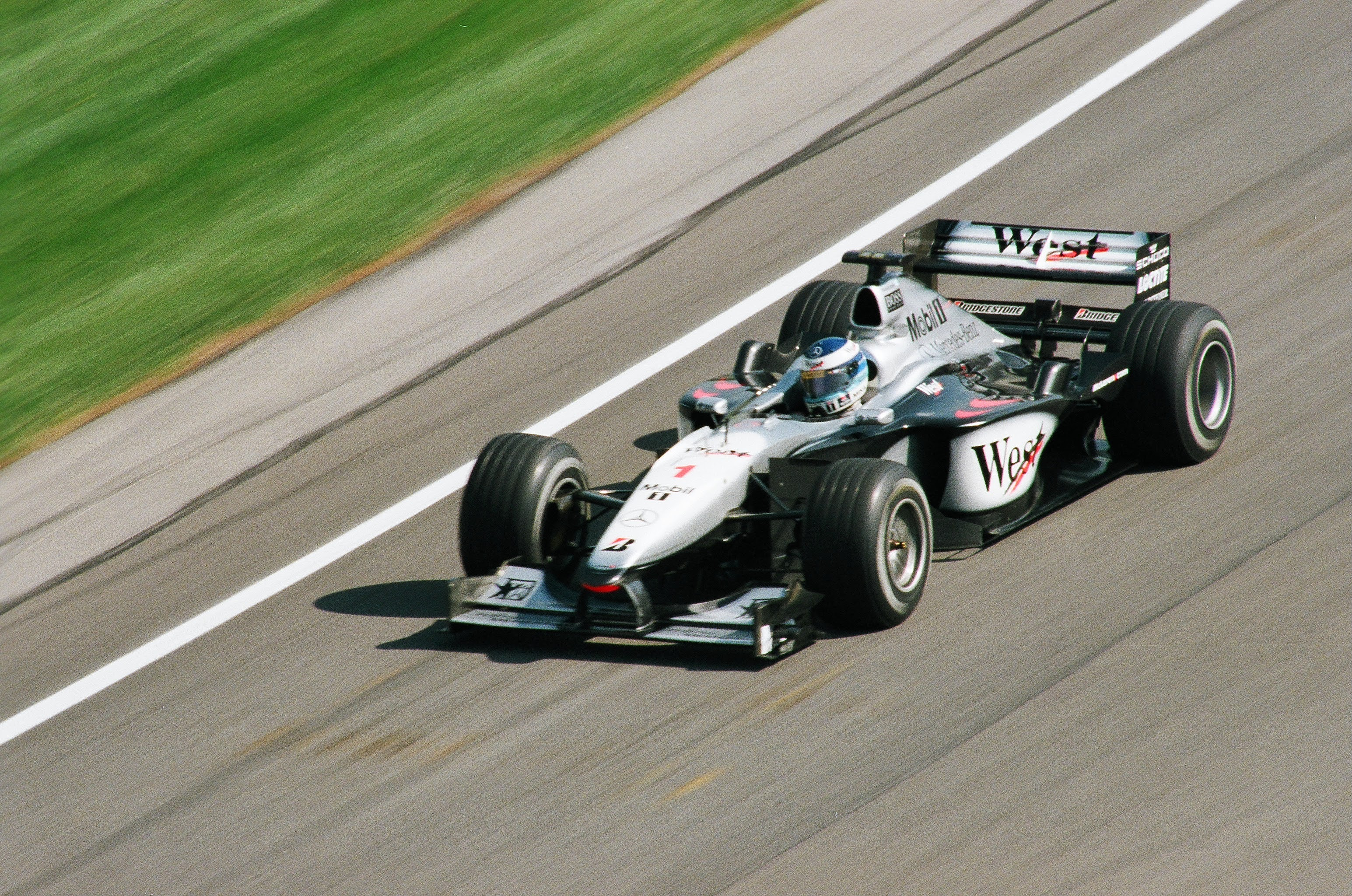
Mika Häkkinen a 2000-es amerikai nagydíjon

2000-ben továbbra is a Ferrari és Schumacher bizonyult Häkkinen kihívójának. Ezúttal azonban az olasz csapat sikerrel járt. Schumacher nyolc futamgyőzelemmel és 108 ponttal megnyerte a világbajnokságot, Häkkinen négy győzelemmel (Barcelona, Zeltweg, Hungaroring, Spa-Francorchamps) és 89 ponttal a bajnokság második helyén végzett. Ebben a szezonban került sor Häkkinen pályafutásának leglátványosabbnak tartott manőverére, amikor Spában 2 körrel a verseny vége előtt egyszerre ment el Michael Schumacher és a lekörözött brazil Ricardo Zonta mellett.
2001-ben Häkkinen McLarenje számos műszaki hibával küszködött – a legemlékezetesebb eset az volt, amikor a spanyol nagydíjon Häkkinen autója az utolsó körben állt le, miközben a finn vezette a versenyt –, de ő maga sem tűnt már olyan motiváltnak, mint a korábbi években. Nyert két versenyt (Silverstone, Indianapolis) és 37 ponttal a világbajnoki pontverseny ötödik helyén végzett – miközben csapattársa, Coulthard a második volt.
Häkkinen a szezon közben bejelentette, hogy 2002-ben egy év szünetet tart a Formula–1-es versenyzésben, ám 2002 közepére kiderült, hogy ez a végleges visszavonulását jelentette.
Bár a nemzetközi sajtó többször felröppentette Häkkinen visszatérését a forma 1-be, ezt ő rendre cáfolta. 2006 végén azonban régi csapata bejelentette, hogy ismét náluk dolgozik Mika. Először szimulátoron gyakorolt, majd 2006. december 30-án 77 kört meg is tett egy McLaren versenyautóval, és a teszten 3 másodpercre meg is közelítette a legjobb időt elérő Ferrarit. Bár valószínűleg versenyezni már nem fog a jövőben, várhatóan 2007-re leszerződtetik tanácsadónak .

### DTM

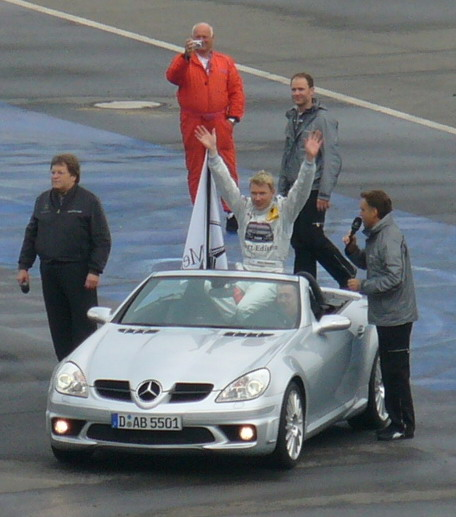
Mika Häkkinen egy Mercedesben, Norbert Haug társaságában (2005)

Mika Häkkinen 2005-ben tért vissza az autósportba, amikor a DTM-ben kezdett versenyezni a Mercedes színeiben. Első szezonjában az ötödik helyet érte el összetettben, szerzett egy pole-pozíciót és nyert egy versenyt (mindkettőt Spa-Francorchamps-ban).

### Magánélete
Mika Häkkinen elvált. 1998 és 2008 között felesége Erja Honkanen (házasodtak: 1998. június 13.), ismert finn televíziós személyiség volt. Két gyermekük van: fiuk, Hugo Ronan (született: 2000. december 11.), lányuk, Aina Julia (született: 2005. május 12.). Häkkinen menedzsmentje 2008. február 6-án jelentette be a válást. Jelenleg Marketa Kromatovával él együtt, van három közös gyermekük Ella, (született: 2010. november 30.), Daniel Pauli és Lynn Maria (2014. február 4.).

## Teljes Formula–1-es eredménysorozata
(Táblázat értelmezése)

(Félkövér: pole-pozícióból indult; dőlt: leggyorsabb kört futott) 

| Év   | Csapat  | 1      | 2      | 3      | 4      | 5      | 6      | 7      | 8      | 9      | 10     | 11     | 12      | 13     | 14     | 15     | 16      | 17     | Helyezés | Pont |
| ---- | ------- | ------ | ------ | ------ | ------ | ------ | ------ | ------ | ------ | ------ | ------ | ------ | ------- | ------ | ------ | ------ | ------- | ------ | -------- | ---- |
| 1991 | Lotus   | USA 13 | BRA 9  | SMR 5  | MON Ki | CAN Ki | MEX 9  | FRA NK | GBR 12 | GER Ki | HUN 14 | BEL Ki | ITA 14  | POR 14 | ESP Ki | JPN Ki | AUS 19  |        | 16.      | 2    |
| 1992 | Lotus   | RSA 9  | MEX 6  | BRA 10 | ESP Ki | SMR NK | MON Ki | CAN Ki | FRA 4  | GBR 6  | GER Ki | HUN 4  | BEL 6   | ITA Ki | POR 5  | JPN Ki | AUS 7   |        | 8.       | 11   |
| 1993 | McLaren | RSA    | BRA    | EUR    | SMR    | ESP    | MON    | CAN    | FRA    | GBR    | GER    | HUN    | BEL     | ITA    | POR Ki | JPN 3  | AUS Ki  |        | 15.      | 4    |
| 1994 | McLaren | BRA Ki | PAC Ki | SMR 3  | MON Ki | ESP Ki | CAN Ki | FRA Ki | GBR 3  | GER Ki | HUN EX | BEL 2  | ITA 3   | POR 3  | EUR 3  | JPN 7  | AUS 12† |        | 4.       | 26   |
| 1995 | McLaren | BRA 4  | ARG Ki | SMR 5  | ESP Ki | MON Ki | CAN Ki | FRA 7  | GBR Ki | GER Ki | HUN Ki | BEL Ki | ITA 2   | POR Ki | EUR 8  | PAC    | JPN 2   | AUS Ni | 7.       | 17   |
| 1996 | McLaren | AUS 5  | BRA 4  | ARG Ki | EUR 8  | SMR 8  | MON 6  | ESP 5  | CAN 5  | FRA 5  | GBR 3  | GER Ki | HUN 4   | BEL 3  | ITA 3  | POR Ki | JPN 3   |        | 5.       | 31   |
| 1997 | McLaren | AUS 3  | BRA 4  | ARG 5  | SMR 6  | MON Ki | ESP 7  | CAN Ki | FRA Ki | GBR Ki | GER 3  | HUN Ki | BEL Kiz | ITA 9  | AUT Ki | LUX Ki | JPN 4   | EUR 1  | 6.       | 27   |
| 1998 | McLaren | AUS 1  | BRA 1  | ARG 2  | SMR Ki | ESP 1  | MON 1  | CAN Ki | FRA 3  | GBR 2  | AUT 1  | GER 1  | HUN 6   | BEL Ki | ITA 4  | LUX 1  | JPN 1   |        | 1.       | 100  |
| 1999 | McLaren | AUS Ki | BRA 1  | SMR Ki | MON 3  | ESP 1  | CAN 1  | FRA 2  | GBR Ki | AUT 3  | GER Ki | HUN 1  | BEL 2   | ITA Ki | EUR 5  | MAL 3  | JPN 1   |        | 1.       | 76   |
| 2000 | McLaren | AUS Ki | BRA Ki | SMR 2  | GBR 2  | ESP 1  | EUR 2  | MON 6  | CAN 4  | FRA 2  | AUT 1  | GER 2  | HUN 1   | BEL 1  | ITA 2  | USA Ki | JPN 2   | MAL 4  | 2.       | 89   |
| 2001 | McLaren | AUS Ki | MAL 6  | BRA Ki | SMR 4  | ESP 9  | AUT Ki | MON Ki | CAN 3  | EUR 6  | FRA Ni | GBR 1  | GER Ki  | HUN 5  | BEL 4  | ITA Ki | USA 1   | JPN 4  | 5.       | 37   |